# Claude (jazykový model)
Claude je rodina velkých jazykových modelů (LLM) vyvinutých společností Anthropic v březnu 2023. Modely Claude jsou navrženy s důrazem na bezpečnost, spolehlivost a interpretovatelnost, čemuž odpovídá i filozofie tzv. konstituční AI, která má minimalizovat škodlivé nebo neetické výstupy bez potřeby rozsáhlého lidského dohledu. Claude je pojmenován po matematikovi a průkopníkovi informační teorie Claude Shannonovi.
Rodina modelů se skládá ze tří druhů: Haiku, Sonnet a Opus.

## Modely

### Claude
První verze jazykového modelu, vydaná v březnu 2023. Anthropic spolupracoval s firmami jako Notion a Quora.

### Claude 2
Model Claude 2 byl vydán v červenci 2023. Kontextové okno bylo rozšířeno na 100 000 tokenů a model dokázal také analyzovat soubory vložené do konverzace (např. PDF).

### Claude 3
Rodina Claude 3, vydaná v březnu 2024, zahrnuje tři modely: Haiku (nejmenší a nejrychlejší), Sonnet a Opus. Všechny dokážou zpracovávat textová a obrazová data.

#### Claude 3.5
20. června 2024 vydal Anthropic model Claude 3.5 Sonnet, spolu s nástrojem Artifacts, který zobrazuje / vykresluje textový výstup modelu (např. SVG grafiku nebo webové stránky). 22. října pak byl vydán model Claude 3.5 Haiku, vylepšená verze Claude 3.5 Sonnet a nástroj "computer use", který umožňuje modelu interagovat s počítačem uživatele.

#### Claude 3.7
24. února 2024 vyšel Claude 3.7 ve verzi Sonnet. Jedná se o první komerční hybridní model s reasoningem.

### Claude 4
22. května 2025 společnost Anthropic vydala další dva modely. Anthropic přidal funkce API pro vývojáře: nástroj pro spouštění kódu, konektor k protokolu Model Context Protocol a Files API.

#### Claude 4.1
5. srpna vydal Anthropic nový model Cluade 4.1 v typu Opus vhodný pro agentické úkoly, kódování v reálném světě a uvažování. Jedná se o upgrade Claude 4.